# Anochetus grandidieri
Anochetus grandidieri é uma espécie de formiga do gênero Anochetus, pertencente à subfamília Ponerinae.